# 2ちゃんねるビューア
2ちゃんねるビューアとはかつて存在した匿名掲示板2ちゃんねる（現・5ちゃんねる）におけるサービスツールの総称のことである。通称「●（まる）」または「黒豆」。これを購入してログインすると2ちゃんねるを利用する上で多くの利点が得られる事が出来た。
2014年7月6日、新システム移行により、事実上サービス終了した。

## 概要
具体的にはシステム名であり、専用のソフトウェア名ではない。申し込み時に登録するメールアドレスと任意のパスワードがログインIDとパスワードとなる。
クレジットカード払いの場合、料金は年間33米ドル。サービス開始当初から長らく、支払方法はクレジットカードのみだったが、2011年6月1日16:00より年間3,600円でコンビニ決済が可能になった。その後、ネットバンクやATMでの支払いもできるようになった。
2013年5月26日より支払方法がビットキャッシュに変更。

## 特徴
ログインすることで得られる利点を以下に挙げる。
- dat落ちしてhtml化していないスレッドを閲覧できる

その他、以下のことが可能になる。
- スレ立て規制が緩やかになる
- ホストがアクセス規制されていても書き込める
- 連続投稿規制が緩やかになる
- 名前欄に●が使えるようになる
- ●板に書き込める
- 「忍法帖」のレベル上げに伴う投稿間隔が緩やかになる

本来はdat落ちしてhtml化していないスレッドを閲覧できるサービスである。
その他のサービスは今後変化していく可能性もある。(後述)
なお、ログインするためには2ちゃんねるブラウザの導入が必須である。

## 歴史
- 導入のきっかけとなったのは2ちゃんねるの肥大化に伴う資金難である。
- そこでこれを売ってそれで得た資金を2ちゃんねるの運営資金に充てようとする手段が2002年にとられた（通称・oyster作戦、課金の一歩手前→かき→オイスターが語源）。
- 現在では「●」の資金を元に購入されたサーバーもかなり増えている。
- 株式会社ゼロが運営するオンラインゲームサイト「栄光のニダーラン」でポイントを稼ぐと「お試し●」なるものが入手できる。
- 2013年5月からは●やp2を含むアクセス規制が行われるようになり、規制時に投稿した際の警告文章もそれに合わせて書きかえられた。
- 2013年8月26日、「2ちゃんねるビューア」を運営するN.T.Technologyは「ユーザーの個人情報が流出した」と発表した。約3万件の個人情報流出が判明し[2]、Yahoo!トップページのトピックスにも掲載される騒ぎとなった。
- 2014年7月6日、新システム「2ちゃんねる浪人」[3]（現・プレミアムRonin）の移行により事実上サービス終了した[4]。